# Clasificación para la Eurocopa
La clasificación para la Eurocopa de fútbol, también conocido de forma oficial como Clasificación para el Campeonato Europeo de la UEFA, es un proceso realizado entre las selecciones nacionales europeas previo a cada una de las Eurocopas organizado por la UEFA. En cada proceso se determina el número de equipos participantes y el número de clasificados para la fase final que se disputará en el torneo posterior, la Eurocopa. La primera fase de clasificación de la historia se disputó entre el 28 de septiembre de 1958 y el 9 de junio de 1960, valedero para la Eurocopa 1960. 
La fase de clasificación, que ha tenido diferentes formatos, no tiene una sede fija. Así, cada selección debe disputar los partidos en los partidos en un estadio de su país y en el estadio de los países rivales que se encuadren en su grupo o en sus eliminatorias. Desde 1978 el país anfitrión esta exento de participar en la fase de clasificación; no así el campeón de la edición anterior, que debe siempre disputarla.

## Selecciones participantes
Todos las federaciones miembros de la UEFA participan en esta competición clasificatoria a través de sus respectivas selecciones nacionales. Su número ha ido variando con el tiempo: en la primera edición solo participaron diecisiete seleciones; algunos de los equipos más importantes del continente europeo, como Italia, Alemania Federal e Inglaterra, no asistieron al evento.
Con el paso de los años se fueron incorporando nuevas selecciones. Actualmente 55 federaciones tienen derecho a participar en estas fases de clasificación:
- Selección de fútbol de Albania.
- Selección de fútbol de Alemania.
- Selección de fútbol de Andorra.
- Selección de fútbol de Armenia.
- Selección de fútbol de Austria.
- Selección de fútbol de Azerbaiyán.
- Selección de fútbol de Bélgica.
- Selección de fútbol de Bielorrusia.
- Selección de fútbol de Bosnia y Herzegovina.
- Selección de fútbol de Bulgaria.
- Selección de fútbol de Chipre.
- Selección de fútbol de Croacia.
- Selección de fútbol de Dinamarca.
- Selección de fútbol de Escocia.
- Selección de fútbol de Eslovaquia.
- Selección de fútbol de Eslovenia.
- Selección de fútbol de España.
- Selección de fútbol de Estonia.
- Selección de fútbol de Finlandia.
- Selección de fútbol de Francia.
- Selección de fútbol de Gales.
- Selección de fútbol de Georgia.
- Selección de fútbol de Gibraltar.
- Selección de fútbol de Grecia.
- Selección de fútbol de Hungría.
- Selección de fútbol de Inglaterra.
- Selección de fútbol de Irlanda.
- Selección de fútbol de Irlanda del Norte.
- Selección de fútbol de Islandia.
- Selección de fútbol de las Islas Feroe.
- Selección de fútbol de Israel.
- Selección de fútbol de Italia.
- Selección de fútbol de Kazajistán.
- Selección de fútbol de Kosovo.
- Selección de fútbol de Letonia.
- Selección de fútbol de Liechtenstein.
- Selección de fútbol de Lituania.
- Selección de fútbol de Luxemburgo.
- Selección de fútbol de Macedonia del Norte.
- Selección de fútbol de Malta.
- Selección de fútbol de Moldavia.
- Selección de fútbol de Montenegro.
- Selección de fútbol de Noruega.
- Selección de fútbol de los Países Bajos.
- Selección de fútbol de Polonia.
- Selección de fútbol de Portugal.
- Selección de fútbol de la República Checa.
- Selección de fútbol de Rumania.
- Selección de fútbol de Rusia.
- Selección de fútbol de San Marino.
- Selección de fútbol de Serbia.
- Selección de fútbol de Suecia.
- Selección de fútbol de Suiza.
- Selección de fútbol de Turquía.
- Selección de fútbol de Ucrania.

También, en ediciones anteriores, participaron las selecciones nacionales de países ya desaparecidos. No obstante, estas selecciones han sido sustituidas por sus herederos deportivos actualmente. 
- Alemania (1958-1992): hasta la reunificación alemana de 1990, existían dos selecciones alemanas. La  selección de fútbol de Alemania Federal u Occidental, creada en 1968, y de la que actual selección alemana es la heredera; y la selección de fútbol de Alemania Democrática u Oriental, que desapareció tras la unificación.
- Checoslovaquia (1960-1993): tras su división pacífica en 1993, surgieron dos nuevas selecciones: la selección eslovaca y la selección checa; esta última asumió el testigo deportivo.
- Yugoslavia (1960-2006): con el estallido de la guerra en la antigua Yugoslavia en 1992, la selección de fútbol de Yugoslavia fue sancionada y no pudo disputar ningún torneo. La heredera deportiva fue la selección de fútbol de la República Federal de Yugoslavia, que en 2003 cambió su nombre a selección de fútbol de Serbia y Montenegro y retomó su participación en 1998. Con la separación de Montenegro en 2006, la heredara final es la selección serbia.
- Unión Soviética (1960-1991): con la disolución de la Unión Soviética, la selección de fútbol de la Unión Soviética  fue sustituida por la selección de la Comunidad de Estados Independientes para la participación en la Eurocopa de 1992. Tras la finalización del campeonato, la selección rusa asumió sus datos deportivos.

### Las primeras ediciones (1960-1968)
En 1960 se estableció el primer sistema de clasificación que incluía diecisiete selecciones debutantes: Alemania Oriental, Austria, Bulgaria, Checoslovaquia, Dinamarca, España, Francia (anfitriona ese año), Grecia, Hungría, Irlanda, Noruega, Polonia, Portugal, Rumania, la Unión Soviética, Turquía y Yugoslavia. En la siguiente edición de 1964 se incorporaban doce equipos nuevos, haciendo un total de veintinueve las que disputaron la fase clasificatoria. Los nuevos debutantes fueron Albania, Bélgica, Gales, Inglaterra, Irlanda del Norte, Islandia, Italia, Luxemburgo, Malta, Países Bajos, Suecia y Suiza. Para la Clasificación para la Eurocopa 1968 se unieron cuatro nuevas selecciones: Alemania Occidental, Chipre, Escocia y Finlandia.

### La consolidación del sistema (1968-1992)
Para las siguientes ediciones (1972, 1976, 1984 y 1988) no se produjo ninguna incorporación. En la Clasificación para la Eurocopa 1992 debutaron dos selecciones, Islas Feroe y San Marino. Así mismo, durante esta edición de clasificación se produjo la reunificación de Alemania (3 de octubre de 1990), por lo que la selección de fútbol de Alemania Democrática,  encuadrada en el grupo 5 junto con la Alemania Federal, se retiró tras jugar su último partido contra la selección belga (recatalogado después como amistoso). La selección de Alemania Federal cambió su nombre simplemente como Alemania y continuó la fase de clasificación. Además, desapareció la Unión Soviética poco antes del final de la fase clasificatoria, por lo que las autoridades deportivas de los nuevos estados postsoviéticos (salvo los estados bálticos de Letonia, Lituania y Estonia) decidieron participar en la Eurocopa bajo la nueva organización asociativa entre las antiguas repúblicas soviéticas, la CEI.

### El periodo de ampliación (1992-2012)
La segunda edición con un mayor número de debutantes, tras la de 1960, fue la fase de Clasificación para la Eurocopa 1996, con un total de quince selecciones debutantes. Fueron las selecciones de Liechtenstein, Israel (que había sido expulsada de la AFC en 1974, luego había competido como miembro asociado en la OFC entre 1974 y 1978 y nuevamente en 1986-1990; y en la UEFA en 1982 y en 1994), y los países del bloque socialista tras su disolución años antes:
- De la desintegración de la Unión Soviética, ocurrida en 1991, salieron varias selecciones que en 1996 fueron debutantes: Lituania, Estonia, Letonia, Armenia, Azerbaiyán, Bielorrusia, Georgia, Moldavia y Ucrania.
- Con la disolución pacífica de Checoslovaquia (1993) surgieron dos nuevos países con sus respectivas selecciones: República Checa y Eslovaquia.

- La disolución de Yugoslavia mediante un conflicto civil supuso sanciones internacionales para Yugoslavia y la consecuente expulsión de la selección yugoslava de la Eurocopa 1992, para la que se había clasificado. La selección heredera, la de la República Federal de Yugoslavia fue excluida también para la Eurocopa 1996. Las nuevas selecciones, Eslovenia, Croacia y Macedonia, se incorporaron en la fase de clasificación de 1996.

En la edición de 2000 se incorporaron Bosnia y Herzegovina (ex-república yugoslava) y Andorra. La República Federal de Yugoslavia fue nuevamente admitida en las fases de clasificación y, a partir de 2003, se llama Serbia y Montenegro. En la Clasificación para la Eurocopa 2004 no se incorporó ninguna selección nueva. Las ediciones de 2008 y de 2012 contaron con la incorporación de Kazajistán (miembro de la AFC en 2002 después del sorteo para la clasificación de 2004, por lo que no pudo participar) y Montenegro, seis años después de su separación de Serbia.

### Incorporaciones controvertidas y sanciones (2012-2024)
Las cuestiones políticas han afectado a la UEFA en los últimos años. Así, nuevas incorporaciones y la actual guerra en Ucrania han generado tensiones entre las federaciones. 
La selección de fútbol de Gibraltar fue aceptada como miembro de la UEFA, pese a no ser representante de una nación independiente, en 2013. Gibraltar requirió su incorporación al TAS, que aprobó su incorporación en 2003 y 2006. Pese al rechazo de la UEFA con algunas asociaciones en contra como la RFEF (Disputa territorial de Gibraltar), finalmente fue admitida en 2013 (solo votaron en contra Bielorrusia y España) y participó en su primera fase de clasificación en 2016.
La incorporación de la selección de fútbol de Kosovo generó el rechazo de Serbia y de otras federaciones europeas. Tras la guerra de Kosovo (1998-1999), el territorio, de mayoría étnica albanesa, quedó bajo la Misión de Administración Provisional de las Naciones Unidas en Kosovo. Años después, en 2008, Kosovo declaró unilateralmente su independencia (no reconocida por Serbia), pero su reconocimiento internacional de forma limitada en el contexto europeo y mundial dificultó el ingreso de este territorio como miembro pleno de la FIFA y de la UEFA en los últimos ocho años. A finales de 2015 hubo reuniones entre la FIFA y la UEFA sobre la posibilidad de aceptar a la selección kosovar como miembro pleno de sus organizaciones para que ellos pudieran disputar las eliminatorias clasificatorias de 2020 y mundialistas a partir del año 2018. El día 3 de mayo de 2016 se oficializó la entrada de Kosovo como el miembro número 55 de la UEFA y el día 13 de mayo de 2016 fue admitida como el miembro número 210 de la FIFA. Por ende, ya pudieron disputar partidos eliminatorios para la Eurocopa y el Mundial.
El caso de la selección de fútbol de Rusia está relacionado con las sanciones de la comunidad internacional política y deportiva. El 27 de febrero de 2022, habiendo comenzado la invasión rusa de Ucrania, la FIFA anunció la prohibición de llevar a cabo cualquier competición internacional en suelo ruso y sus partidos como local tenían que jugarse en terreno neutral y a puerta cerrada; además, la selección debía competir bajo el nombre de «Federación Rusa de Fútbol» y sin la posibilidad de exhibir su bandera ni su himno nacional.Sin embargo, el día siguiente, la FIFA y la UEFA acordarían la suspensión total de Rusia de todas las competiciones internacionales, tanto de selecciones como de clubes. Como consecuencia, el seleccionado ruso terminó siendo descalificada de las eliminatorias de la Copa Mundial Catar 2022, de las eliminatorias de la Eurocopa 2024 y de la Liga de Naciones de la UEFA 2022-23, además de ser imposibilitado de postularse a acoger la Eurocopa 2028 y 2032.

### Historia de los participantes
| Euro 1960 | 28 de septiembre de 1958 - 29 de mayo de 1960 | 17 | 17 | 24  |
| Euro 1960 | Debutantes: • Alemania Oriental • Austria • Bulgaria / Checoslovaquia • Dinamarca • España • Francia • Grecia • Hungría • Irlanda • Noruega • Polonia • Portugal • Rumania • Unión Soviética • Turquía • Yugoslavia                                                                      |    |    |     |
| Euro 1960 | Otros: - |    |    |     |
|           | |    |    |     |
| Euro 1964 | 21 de junio de 1962 - 27 de mayo de 1964 | 29 | 12 | 50  |
| Euro 1964 | Debutantes: • Albania • Bélgica • Gales • Inglaterra • Irlanda del Norte • Islandia • Italia • Luxemburgo • Malta • Países Bajos • Suecia • Suiza |    |    |     |
| Euro 1964 | Otros: Grecia (retirado) |    |    |     |
|           | |    |    |     |
| Euro 1968 | 7 de septiembre de 1966 - 11 de mayo de 1968 | 31 | 4  | 98  |
| Euro 1968 | Debutantes: • Alemania Occidental • Chipre • Escocia • Finlandia |    |    |     |
| Euro 1968 | Otros: • Islandia (no participó) |    |    |     |
|           | |    |    |     |
| Euro 1972 | 7 de octubre de 1970 - 17 de mayo de 1972 | 32 | 0  | 105 |
| Euro 1972 | Debutanes: - |    |    |     |
| Euro 1972 | Otros: • Islandia (no participó) |    |    |     |
|           | |    |    |     |
| Euro 1976 | 1 de septiembre de 1974 - 22 de mayo de 1976 | 32 | 0  | 104 |
| Euro 1976 | Debutanes: - |    |    |     |
| Euro 1976 | Otros: • Albania (no participó) |    |    |     |
|           | |    |    |     |
| Euro 1980 | 24 de mayo de 1978 - 26 de marzo de 1980 | 31 | 0  | 108 |
| Euro 1980 | Debutanes: - |    |    |     |
| Euro 1980 | Otros: • Albania (no participó) |    |    |     |
|           | |    |    |     |
| Euro 1984 | 1 de mayo de 1982 - 22 de diciembre de 1983 | 32 | 0  | 116 |
| Euro 1984 | Debutanes: - |    |    |     |
| Euro 1984 | Otros: - |    |    |     |
|           | |    |    |     |
| Euro 1988 | 10 de septiembre de 1986 - 20 de diciembre de 1987 | 32 | 0  | 117 |
| Euro 1988 | Debutanes: - |    |    |     |
| Euro 1988 | Otros: - |    |    |     |
|           | |    |    |     |
| Euro 1992 | 30 de mayo de 1990 - 22 de diciembre de 1991 | 33 | 3  | 123 |
| Euro 1992 | Debutantes: • Islas Feroe • San Marino • Alemania (heredera de la Alemania Occidental) |    |    |     |
| Euro 1992 | Otros: • Unión Soviética (disuelta al final de la clasificación) • Alemania Oriental (disuelta) • Alemania Occidental (pasa a ser Alemania) |    |    |     |
|           | |    |    |     |
| Euro 1996 | 20 de abril de 1994 - 13 de diciembre de 1995 | 47 | 16 | 231 |
| Euro 1996 | Debutantes: • Armenia • Azerbaiyán • Bielorrusia • Croacia • Estonia • Eslovaquia • Eslovenia • Georgia • Israel • Letonia • Liechtenstein • Lituania • Macedonia del Norte • Moldavia • Ucrania • República Checa (heredera de Checoslovaquia) • Rusia (heredera de la Unión Soviética) |    |    |     |
| Euro 1996 | Otros: • R. F. de Yugoslavia (sancionada) |    |    |     |
|           | |    |    |     |
| Euro 2000 | 4 de junio de 1998 - 17 de noviembre de 1999 | 49 | 3  | 228 |
| Euro 2000 | Debutantes: • Andorra • Bosnia y Herzegovina • República Federal de Yugoslavia (heredera de Yugoslavia) |    |    |     |
| Euro 2000 | Otros: - |    |    |     |
|           | |    |    |     |
| Euro 2004 | 7 de septiembre de 2002 - 19 de noviembre de 2003 | 50 | 0  | 211 |
| Euro 2004 | Debutantes: - |    |    |     |
| Euro 2004 | Otros: - |    |    |     |
|           | |    |    |     |
| Euro 2008 | 16 de agosto de 2006 - 24 de noviembre de 2007 | 50 | 2  | 306 |
| Euro 2008 | Debutantes: • Kazajistán • Serbia (heredera de Serbia y Montenegro) |    |    |     |
| Euro 2008 | Otros: - |    |    |     |
|           | |    |    |     |
| Euro 2012 | 11 de agosto de 2010 - 15 de noviembre de 2011 | 51 | 1  | 248 |
| Euro 2012 | Debutantes: • Montenegro |    |    |     |
| Euro 2012 | Otros: - |    |    |     |
|           | |    |    |     |
| Euro 2016 | 7 de septiembre de 2014 - 17 de noviembre de 2015 | 53 | 1  | 268 |
| Euro 2016 | Debutantes: • Gibraltar |    |    |     |
| Euro 2016 | Otros: - |    |    |     |
|           | |    |    |     |
| Euro 2020 | 21 de marzo de 2019 - 12 de noviembre de 2020 | 55 | 1  | 262 |
| Euro 2020 | Debutantes: • Kosovo |    |    |     |
| Euro 2020 | Otros: - |    |    |     |
|           | |    |    |     |
| Euro 2024 | 23 de marzo de 2023 - 26 de marzo de 2024 | 53 | 0  | 239 |
| Euro 2024 | Debutantes: - |    |    |     |
| Euro 2024 | Otros: • (sancionada) |    |    |     |

## Historia del formato de competición

### Orígenes
El sistema clasificatorio para la primera Eurocopa (Francia 1960) se inició el 28 de septiembre de 1958 con el encuentro entre la Unión Soviética y Hungría. En ese momento solo diecisiete selecciones se había apuntado a este primer torneo, en el que sólo se clasificarían cuatro para la fase final, por lo que se decidió una fase de clasificación de eliminatorias directas entre dieciséis equipos. Se estableció una ronda previa denominada preclasificatorio (donde se enfrentaban dos selecciones) para después pasar después a una ronda de octavos de final (donde se incorporaba la anfitriona de la futura Euro) en un proceso de eliminatorias directas (partidos de ida y vuelta, y un posible partido de desempate al no estar vigente el valor doble de los goles fuera de casa) que conectaba con la fase final. Esta fase final, la Eurocopa propiamente dicha, que se componía de semifinales y final. Este formato se mantuvo para la edición de España 1964, aunque la ronda preclasificatoria contó 26 selecciones frente a las dos que la habían disputado la edición anterior. Tres selecciones quedaron exentas de esta ronda inicial y se clasificaron directamente para la ronda de octavos junto a los trece vencedores de la fase anterior.

### Formato de fase de grupos y eliminatorias
Con la  Clasificación para la Eurocopa 1968, el formato de eliminatorias directas fue sustituido por una primera fase de grupos con un total de treinta y una selecciones (siete grupos de cuatro equipos y uno de tres) incluida la anfitriona. Las selecciones clasificadas en primer lugar avanzaban hacia la ronda de cuartos de final (eliminatorias directas) de la que nuevamente salían las cuatro selecciones que disputarían la fase final. A partir de esta edición el modelo de grupos se impuso pero variando el número de los mismos, de integrantes de cada grupo y de clasificados. Durante las ediciones de 1972 y 1976 la fase de grupos se componía de ocho grupos con cuatro selecciones cada uno, así los ocho primeros clasificados pasaba a la siguiente ronda (cuartos de final) de donde saldrían los cuatro clasificados de la fase final.

### Los cambios de formato
Para la edición clasificatoria de 1980 se introdujeron cambios importantes. En primer lugar desapareció cualquier ronda de eliminación directa para los primeros de cada grupo, por lo que los campeones de estos grupos quedaban clasificados automáticamente para la fase final. Este formato se mantuvo para la 1984, 1988 y 1992. En las ediciones clasificatorias posteriores, una posible fase de play off quedó para los subcampeones o terceros clasificados de cada grupo. En segundo lugar, el país anfitrión quedó eximido de participar en las fases de clasificación, cambio que se ha mantenido hasta ahora, si exceptuamos la Clasificación para la Eurocopa 2020 donde no existían países anfitriones sino sedes deportivas.
En la Clasificación para la Eurocopa 1996 se amplió el número de clasificados por grupos ya que, además de los ocho primeros clasificados, se estableció un ranking de mejores segundos donde los seis mejores se clasificaban directamente mientras que el séptimo y octavo debían enfrentarse en una eliminatoria. La primera edición del torneo con dos anfitriones, obligó a la  Clasificación para la Eurocopa 2000 a reducir nuevamente el número de clasificados directamente con respecto a la anterior edición, así, quedaron clasificados los nueve primeros de cada grupo y el mejor segundo. El resto de segundos clasificados jugó una eliminatoria de donde salieron los cuatro clasificados. Este mismo modelo se repetiría años después en la Clasificación para la Eurocopa 2012, que también incluía dos anfitriones.

### La plenitud del sistema
Como se indicaba con anterioridad salvo la Clasificación para la Eurocopa 2008, donde solo se clasificaron directamente los dos primeros de los siete grupos que conformaban la fase clasificatoria, unidos a los dos anfitriones; en el resto de ediciones se ha consolidado la fase de eliminatorias o play off para los segundos o terceros clasificados e incluso para otros puestos como la edición de 2020. De este modo, en la Clasificación para la Eurocopa 2004 se contó con diez primeros clasificados de cada grupo y un play off entre los diez segundos, y por su parte la Clasificación para la Eurocopa 2016 con la clasificación directa de los dos primeros de cada grupo más el mejor tercero. El resto de terceros clasificados, ocho selecciones, se enfrentaron en un play off.
Finalmente, la Clasificación para la Eurocopa 2020 permitió la clasificación directamente para la Euro los dos primeros de cada grupo, el resto de aspirantes, dieciséis no clasificados, jugarían un play off compuesto por semifinales y una final a partido único y en sede del equipo local. 
El criterio de la UEFA para los no clasificados directamente no tenía en cuenta la posición en el grupo de clasificación sino de la posición de las selecciones en la Liga de Naciones de la UEFA 2018-19. Así, el primer grupo de semifinales y final la compusieron el peor clasificado de la Liga A y los tres segundos de la Liga C que habían promocionado a la Liga B. El segundo grupo se componía del único equipo de la Liga B que no se había clasificado para la Euro con los tres últimos de la misma liga. El tercer grupo estuvo formada por los tres ascendidos de la Liga C más uno de los segundos clasificados de la misma liga. Finalmente, el cuarto grupo se conformó con los tres campeones de la Liga D y el mejor clasificado de los segundos y terceros de esta misma liga. Como decíamos anteriormente, en esta fase clasificatoria, también participaron las selecciones de los países que iban a ser sedes oficiales.
Para la edición clasificatoria de la Eurocopa de 2024, se ha consolidado el sistema de 10 grupos, con número variable de 5 y 6 equipos, que venía ya de la edición anterior. En la fase de play off se consolidó también la elección de los equipos, tomados en función de la clasificación general de la Liga de Naciones de la UEFA 2022-23; el sistema de semifinales y final y la disputa a partido único de dichas eliminatorias.
Ediciones de las fases de clasificación para la Eurocopa:
- I edición de 1960.
- II edición de 1964.
- III edición de 1968.
- IV edición de 1972.
- V edición de 1976.
- VI edición de 1980.
- VII edición de 1984.
- VIII edición de 1988.
- IX edición de 1992.
- X edición de 1996.
- XI edición de 2000.
- XII edición de 2004.
- XIII edición de 2008.
- XIV edición de 2012.
- XV edición de 2016.
- XVI edición de 2020.
- XVII edición de 2024.

En negrita la primera clasificación para una fase final de esa selección
| Formato de las fases de clasificaciones | Formato de las fases de clasificaciones | Formato de las fases de clasificaciones                             | Formato de las fases de clasificaciones | Formato de las fases de clasificaciones | Formato de las fases de clasificaciones | Formato de las fases de clasificaciones | Formato de las fases de clasificaciones | Formato de las fases de clasificaciones |
| Formato | Selecciones                             | Selecciones                                                         | Mapa                                    |                                         |                                         |                                         |                                         |                                         |
| Formato | Participantes                           | Clasificados                                                        | Mapa                                    |                                         |                                         |                                         |                                         |                                         |
| --- | --------------------------------------- | ------------------------------------------------------------------- | --------------------------------------- | --------------------------------------- | --------------------------------------- | --------------------------------------- | --------------------------------------- | --------------------------------------- |
| Fase de clasificación para la Eurocopa 1960 |                                         |                                                                     |                                         |                                         |                                         |                                         |                                         |                                         |
| Ronda previa a doble partido | 2                                       | 1                                                                   |                                         |                                         |                                         |                                         |                                         |                                         |
| Octavos de final a doble partido | 16 (1 de fase anterior)                 | 8                                                                   |                                         |                                         |                                         |                                         |                                         |                                         |
| Cuartos de final a doble partido | 8                                       | 4                                                                   |                                         |                                         |                                         |                                         |                                         |                                         |
| Clasificados fase final: • Francia (sede) • Unión Soviética • Yugoslavia • Checoslovaquia |                                         |                                                                     |                                         |                                         |                                         |                                         |                                         |                                         |
| Fase de clasificación para la Eurocopa 1964 |                                         |                                                                     |                                         |                                         |                                         |                                         |                                         |                                         |
| Fase preliminar a doble partido | 26                                      | 13                                                                  |                                         |                                         |                                         |                                         |                                         |                                         |
| Octavos de final a doble partido | 16 (13 de fase anterior)                | 8                                                                   |                                         |                                         |                                         |                                         |                                         |                                         |
| Cuartos de final a doble partido | 8                                       | 4                                                                   |                                         |                                         |                                         |                                         |                                         |                                         |
| Clasificados fase final: • España (sede) • Dinamarca • Hungría • Unión Soviética |                                         |                                                                     |                                         |                                         |                                         |                                         |                                         |                                         |
| Fase de clasificación para la Eurocopa 1968 |                                         |                                                                     |                                         |                                         |                                         |                                         |                                         |                                         |
| Fase de 8 grupos (7 grupos de 4 equipos y 1 grupo de 3 equipos) | 31                                      | 8 (campeones de grupo)                                              |                                         |                                         |                                         |                                         |                                         |                                         |
| Cuartos de final a doble partido | 8                                       | 4                                                                   |                                         |                                         |                                         |                                         |                                         |                                         |
| Clasificados fase final: • Italia (sede) • Yugoslavia • Inglaterra • Unión Soviética |                                         |                                                                     |                                         |                                         |                                         |                                         |                                         |                                         |
| Fase de clasificación para la Eurocopa 1972 |                                         |                                                                     |                                         |                                         |                                         |                                         |                                         |                                         |
| Fase de 8 grupos (8 grupos de 4 equipos) | 32                                      | 8 (campeones de grupo)                                              |                                         |                                         |                                         |                                         |                                         |                                         |
| Cuartos de final a doble partido | 8                                       | 4                                                                   |                                         |                                         |                                         |                                         |                                         |                                         |
| Clasificados fase final: • Bélgica (sede) • Alemania Federal • Hungría • Unión Soviética |                                         |                                                                     |                                         |                                         |                                         |                                         |                                         |                                         |
| Fase de clasificación para la Eurocopa 1976 |                                         |                                                                     |                                         |                                         |                                         |                                         |                                         |                                         |
| Fase de 8 grupos (8 grupos de 4 equipos) | 32                                      | 8 (campeones de grupo)                                              |                                         |                                         |                                         |                                         |                                         |                                         |
| Cuartos de final a doble partido | 8                                       | 4                                                                   |                                         |                                         |                                         |                                         |                                         |                                         |
| Clasificados fase final: • Yugoslavia (sede) • Checoslovaquia • Alemania Federal • Países Bajos |                                         |                                                                     |                                         |                                         |                                         |                                         |                                         |                                         |
| Fase de clasificación para la Eurocopa 1980 |                                         |                                                                     |                                         |                                         |                                         |                                         |                                         |                                         |
| Fase de 7 grupos (3 grupos de 5 equipos y 4 grupos de 4 equipos) | 31                                      | 7 (campeones de grupo)                                              |                                         |                                         |                                         |                                         |                                         |                                         |
| Clasificados fase final: ( Italia como sede ) • Inglaterra • Bélgica • España • Países Bajos • Checoslovaquia • Grecia • Alemania Federal |                                         |                                                                     |                                         |                                         |                                         |                                         |                                         |                                         |
| Fase de clasificación para la Eurocopa 1984 |                                         |                                                                     |                                         |                                         |                                         |                                         |                                         |                                         |
| Fase de 7 grupos (4 grupos de 5 equipos y 3 grupos de 4 equipos) | 32                                      | 7 (campeones de grupo)                                              |                                         |                                         |                                         |                                         |                                         |                                         |
| Clasificados fase final: ( Francia como sede ) • Bélgica • Portugal • Dinamarca • Yugoslavia • Rumania • Alemania Federal • España |                                         |                                                                     |                                         |                                         |                                         |                                         |                                         |                                         |
| Fase de clasificación para la Eurocopa 1988 |                                         |                                                                     |                                         |                                         |                                         |                                         |                                         |                                         |
| Fase de 7 grupos (4 grupos de 5 equipos y 3 grupos de 4 equipos) | 32                                      | 7 (campeones de grupo)                                              |                                         |                                         |                                         |                                         |                                         |                                         |
| Clasificados fase final: ( Alemania Federal como sede ) • España • Italia • Unión Soviética • Inglaterra • Países Bajos • Dinamarca • Irlanda |                                         |                                                                     |                                         |                                         |                                         |                                         |                                         |                                         |
| Fase de clasificación para la Eurocopa 1992 |                                         |                                                                     |                                         |                                         |                                         |                                         |                                         |                                         |
| Fase de 7 grupos (5 grupos de 5 equipos y 2 grupos de 4 equipos) | 33                                      | 7 (campeones de grupo)                                              |                                         |                                         |                                         |                                         |                                         |                                         |
| Clasificados fase final: ( Suecia como sede ) • Francia • Escocia • Unión Soviética • Yugoslavia ( Dinamarca) • Alemania • Países Bajos • Inglaterra |                                         |                                                                     |                                         |                                         |                                         |                                         |                                         |                                         |
| Fase de clasificación para la Eurocopa 1996 |                                         |                                                                     |                                         |                                         |                                         |                                         |                                         |                                         |
| Fase de 8 grupos (7 grupos de 6 equipos y 1 grupos de 5 equipos) | 47                                      | 14 (8 campeones de grupo y 6 mejores segundos)                      |                                         |                                         |                                         |                                         |                                         |                                         |
| Play off (2 peores segundos clasificados) | 2                                       | 1                                                                   |                                         |                                         |                                         |                                         |                                         |                                         |
| Clasificados fase final: ( Inglaterra como sede ) • Rumania (1.º G1) • Francia (2.º G1)• España (1.º G2)• Dinamarca (2.º G2) • Suiza (1.º G3) • Turquía (2.º G3) • Croacia (1.º G4) • Italia (2.º G4) • República Checa (1.º G5) • Portugal (1.º G6) • Alemania (1.º G7) • Bulgaria (2.º G7) • Rusia (1.º G8) • Escocia (2.º G8) • Países Bajos (Play off) |                                         |                                                                     |                                         |                                         |                                         |                                         |                                         |                                         |
| Fase de clasificación para la Eurocopa 2000 |                                         |                                                                     |                                         |                                         |                                         |                                         |                                         |                                         |
| Fase de 9 grupos (5 grupos de 5 equipos y 4 grupos de 6 equipos) | 49                                      | 10 (9 campeones de grupo y 1 mejor segundos)                        |                                         |                                         |                                         |                                         |                                         |                                         |
| Play off (8 segundos clasificados) | 8                                       | 4                                                                   |                                         |                                         |                                         |                                         |                                         |                                         |
| Clasificados fase final: ( Bélgica y Países Bajos como sedes) • Italia (1.º G1) • Noruega (1.º G2)• Alemania (1.º G3)• Francia (1.º G4) • Suecia (1.º G5) • España (1.º G6) • Rumania (1.º G7) • Portugal (2.º G7) • R. F. de Yugoslavia (1.º G8) • República Checa (1.º G9) • Inglaterra (Play off) • Dinamarca (Play off) • Eslovenia (Play off) • Turquía (Play off) |                                         |                                                                     |                                         |                                         |                                         |                                         |                                         |                                         |
| Fase de clasificación para la Eurocopa 2004 |                                         |                                                                     |                                         |                                         |                                         |                                         |                                         |                                         |
| Fase de 10 grupos (5 grupos de 5 equipos) | 50                                      | 10 (10 campeones de grupo)                                          |                                         |                                         |                                         |                                         |                                         |                                         |
| Play off (10 segundos clasificados) | 10                                      | 5                                                                   |                                         |                                         |                                         |                                         |                                         |                                         |
| Clasificados fase final: ( Portugal como sede) • Francia (1.º G1) • Dinamarca (1.º G2)• República Checa (1.º G3)• Suecia (1.º G4) • Alemania (1.º G5) • Grecia (1.º G6) • Inglaterra (1.º G7) • Bulgaria (1.º G8) • Italia (1.º G9) • Suiza (1.º G10) • Letonia (Play off) • Países Bajos (Play off) • Croacia (Play off) • Rusia (Play off) • España (Play off) |                                         |                                                                     |                                         |                                         |                                         |                                         |                                         |                                         |
| Fase de clasificación para la Eurocopa 2008 |                                         |                                                                     |                                         |                                         |                                         |                                         |                                         |                                         |
| Fase de 7 grupos (6 grupos de 7 equipos y 1 grupo de 8 equipos) | 50                                      | 14 (7 campeones de grupo y 7 segundos clasificados)                 |                                         |                                         |                                         |                                         |                                         |                                         |
| Clasificados fase final: ( Austria y Suiza como sedes) • Polonia (1.º G-A) • Portugal (2.º G-A) • Italia (1.º G-B) • Francia (2.º G-B) • Grecia (1.º G-C) • Turquía (2.º G-C) • República Checa (1.º G-D) • Alemania (2.º G-D) • Croacia (1.º G-E) • Rusia (2.º G-E) • España (1.º G-F) • Suecia (2.º G-F) • Rumania (1.º G-G) • Países Bajos (2.º G-G) |                                         |                                                                     |                                         |                                         |                                         |                                         |                                         |                                         |
| Fase de clasificación para la Eurocopa 2012 |                                         |                                                                     |                                         |                                         |                                         |                                         |                                         |                                         |
| Fase de 9 grupos (6 grupos de 6 equipos y 3 grupos de 5 equipos) | 51                                      | 10 (9 campeones de grupo y 1 mejor segundo)                         |                                         |                                         |                                         |                                         |                                         |                                         |
| Play off (10 segundos clasificados) | 10                                      | 5                                                                   |                                         |                                         |                                         |                                         |                                         |                                         |
| Clasificados fase final: ( Polonia y Ucrania como sedes) • Alemania (1.º G-A) • Rusia (1.º G-B) • Italia (1.º G-C)• Francia (1.º G-D) • Países Bajos (1.º G-E) • Suecia (2.º G-E) • Grecia (1.º G-F) • Inglaterra (1.º G-G) • Dinamarca (1.º G-H) • España (1.º G-I) • Croacia (Play off) • Irlanda (Play off) • República Checa (Play off) • Portugal (Play off) |                                         |                                                                     |                                         |                                         |                                         |                                         |                                         |                                         |
| Fase de clasificación para la Eurocopa 2016 |                                         |                                                                     |                                         |                                         |                                         |                                         |                                         |                                         |
| Fase de 9 grupos (8 grupos de 6 equipos y 1 grupo de 5 equipos) | 53                                      | 19 (9 campeones de grupo 9 segundos clasificados y 1 mejor tercero) |                                         |                                         |                                         |                                         |                                         |                                         |
| Play off (8 terceros clasificados) | 8                                       | 4                                                                   |                                         |                                         |                                         |                                         |                                         |                                         |
| Clasificados fase final: ( Francia como sede) • República Checa (1.º G-A) • Islandia (2.º G-A) • Turquía (3.º G-A)• Bélgica (1.º G-B) • Gales (2.º G-B) • España (1.º G-C) • Eslovaquia (2.º G-C) • Alemania (1.º G-D) • Polonia (2.º G-D) • Inglaterra (1.º G-E) • Suiza (2.º G-E) • Irlanda del Norte (1.º G-F) • Rumania (2.º G-F) • Austria (1.º G-G) • Rusia (2.º G-G) • Italia (1.º G-H) • Croacia (2.º G-H) • Portugal (1.º G-I) • Albania (2.º G-I) • Ucrania (Play off) • Suecia (Play off) • Irlanda (Play off) • Hungría (Play off)          |                                         |                                                                     |                                         |                                         |                                         |                                         |                                         |                                         |
| Fase de clasificación para la Eurocopa 2020 |                                         |                                                                     |                                         |                                         |                                         |                                         |                                         |                                         |
| Fase de 10 grupos (5 grupos de 6 equipos y 5 grupo de 5 equipos) | 55                                      | 20 (10 campeones de grupo y 10 segundos clasificados)               |                                         |                                         |                                         |                                         |                                         |                                         |
| Play off (clasificados según Liga de las Naciones) |                                         |                                                                     |                                         |                                         |                                         |                                         |                                         |                                         |
| Semifinales | 16                                      | 8                                                                   |                                         |                                         |                                         |                                         |                                         |                                         |
| Finales | 8                                       | 4                                                                   |                                         |                                         |                                         |                                         |                                         |                                         |
| Clasificados fase final: • Inglaterra (1.º G-A) • República Checa (2.º G-A) • Ucrania (1.º G-B)• Portugal (2.º G-B) • Alemania (1.º G-C) • Países Bajos (2.º G-C) • Suiza (1.º G-D) • Dinamarca (2.º G-D) • Croacia (1.º G-E) • Gales (2.º G-E) • España (1.º G-F) • Suecia (2.º G-F) • Polonia (1.º G-G) • Austria (2.º G-G) • Francia (1.º G-H) • Turquía (2.º G-H) • Bélgica (1.º G-I) • Rusia (2.º G-I) • Italia (1.º G-J) • Finlandia (2.º G-J) • Hungría (Play off) • Eslovaquia (Play off) • Escocia (Play off) • Macedonia del Norte (Play off) |                                         |                                                                     |                                         |                                         |                                         |                                         |                                         |                                         |
| Fase de clasificación para la Eurocopa 2024 |                                         |                                                                     |                                         |                                         |                                         |                                         |                                         |                                         |
| Fase de 10 grupos (5 grupos de 6 equipos y 5 grupo de 5 equipos) | 53                                      | 20 (10 campeones de grupo y 10 segundos clasificados)               |                                         |                                         |                                         |                                         |                                         |                                         |
| Play off (clasificados según Liga de las Naciones) |                                         |                                                                     |                                         |                                         |                                         |                                         |                                         |                                         |
| Semifinales | 12                                      | 6                                                                   |                                         |                                         |                                         |                                         |                                         |                                         |
| Finales | 6                                       | 3                                                                   |                                         |                                         |                                         |                                         |                                         |                                         |
| Clasificados fase final: ( Alemania como sede) • España (1.º G-A) • Escocia (2.º G-A) • Francia (1.º G-B)• Países Bajos (2.º G-B) • Inglaterra (1.º G-C) • Italia (2.º G-C) • Turquía (1.º G-D) • Croacia (2.º G-D) • Albania (1.º G-E) • República Checa (2.º G-E) • Bélgica (1.º G-F) • Austria (2.º G-F) • Hungría (1.º G-G) • Serbia (2.º G-G) • Dinamarca (1.º G-H) • Eslovenia (2.º G-H) • Rumania (1.º G-I) • Suiza (2.º G-I) • Portugal (1.º G-J) • Eslovaquia (2.º G-J) • • Polonia (Play off) • Ucrania (Play off) • Georgia (Play off)       |                                         |                                                                     |                                         |                                         |                                         |                                         |                                         |                                         |

## Las selecciones anfitrionas y las campeonas
En la primera edición de la Euro, celebrada en Francia, la selección francesa anfitriona tuvo que participar en la fase de clasificación consiguiendo el pase a la fase final. A partir de este momento y hasta la edición clasificatoria de 1980, los países anfitriones también participaban en el proceso clasificatorio caso de Francia (1960), España (1964), Italia (1968), Bélgica (1972) y por último Yugoslavia en 1976. En todos estos casos el país anfitrión consiguió la clasificación. A partir de la edición de 1992, las selecciones anfitriones quedan exentas de disputar esta fase de clasificación. 
Por su parte, los campeones de la edición anterior nunca se han visto eximidos de tener que disputar las fases de clasificación, como si ocurrió en el Mundial de fútbol de la FIFA entre 1934 y 2002. No obstante solo se han dado tres casos en los que los campeones de ediciones anteriores no se han clasificado para la fase final:
- España campeona en 1964 y no clasificada para 1968.
- Italia campeona en 1968 y no clasificada para 1972.
- Francia campeona en 1984 y no clasificada para 1988.

## Conflictos diplomáticos
El enfrentamiento entre selecciones nacionales conlleva una rivalidad deportiva histórica más si los países enfrentados son vecinos geográficos. No obstante ciertos enfrentamientos pueden degenerar en conflictos diplomáticos como consecuencia de rivalidades políticas, militares, culturales o étnicas. Durante la Guerra Fría la UEFA fue "como un constructor de puentes". Hubo partidos de fútbol entre equipos de los dos bloques ideológicos antagónicos, y dentro de la UEFA se mantuvo la colaboración entre ambos bloques. Actualmente existen algunos contenciosos que impiden la celebración de encuentros entre determinadas selecciones.

### Conflictos actuales
- Armenia -  Azerbaiyán (1991- ).

El conflicto étnico y territorial que mantienen ambas naciones por Artsaj ha provocado dos importantes conflictos en 1994, durante la primera guerra del Alto Karabaj, y en 2020 con la segunda guerra del Alto Karabaj. Después de la primera guerra ambos conjuntos se ubicaron en grupos distintos en las fases de clasificación. En 2007 coincidieron en el mismo grupo de clasificación para la Eurocopa 2008. La tensión entre ambos países llevó a la UEFA a suspender los partidos y no conceder los puntos. Es uno de los más antiguos partidos prohibidos dictaminado por la UEFA.
- España -  Gibraltar (2013- ).

La disputa territorial entre el Reino Unido y España por el territorio británico de ultramar de Gibraltar se trasladó al mundo del fútbol tras el ingreso de la colonia británica en la UEFA. Con anterioridad, el gobierno español se había opuesto al ingreso de Gibraltar en la UEFA alegando el carácter colonial y no de Estado que tenía en territorio británico. Actualmente España veta cualquier posibilidad de enfrentamiento contra equipos gibraltareños.
- Rusia -  Ucrania (2014- ).

Ambas naciones no tienen enfrentamientos directos en todas las competiciones que organiza la UEFA desde el conflicto entre ambas naciones por la anexión rusa de Crimea y la región de Donbás.
- Kosovo -  Serbia /  Bosnia y Herzegovina /  Rusia (2016 - ).

La independencia unilateral de Kosovo en 2008 tensó las relaciones con Serbia, y a partir de 2016, cuando Kosovo ingresó en el organismo deportivo europeo, la UEFA prohibió el enfrentamiento deportivo entre Kosovo y Serbia, pero también entre Kosovo y las selecciones de Rusia y Bosnia y Herzegovina, ya que ambas no reconocen a Kosovo como estado soberano.
- Bielorrusia -  Ucrania (2022-)

Bielorrusia, fiel aliado de Rusia, cooperó en la invasión de Ucrania por Rusia, para la cual Bielorrusia entregó apoyo logístico. Es de los pocos países que apoyan abiertamente la invasión a Ucrania. Por ello, los equipos de Bielorrusia y Ucrania no pueden enfrentarse en ninguna competición organizada por la UEFA.

### Conflictos pasados
- España -  Unión Soviética (1960-1964).

Las diferencias ideológicas tan marcadas entre los regímenes dictatoriales de la Unión Soviética y de España impidieron la celebración de esta eliminatoria en la primera edición de las fases de clasificación. La selección que a la postre fue campeona, la URSS, se clasificó para esa última serie sin jugar ya que su rival en cuartos, la España de Kubala, Gento, Di Stefano y compañía, no pudieron asistir ya que el gobierno franquista impidió al equipo viajar a Moscú para esa cita acabando así con su camino en el torneo de selecciones. No obstante, cuatro años después no hubo problema para el enfrentamiento entre ambas selecciones en España en la final de la Euro 64, que ganó España 2-1. Ambas selecciones volvieron a coincidir en la fase de clasificación para la Euro 1972 sin ningún tipo de impedimento para la disputa de los encuentros en la Unión Soviética y España.
- Rusia -  Georgia (2008-2014).

La guerra de Osetia del Sur de 2008 entre Georgia y las repúblicas separatistas de Osetia del Sur y Abjasia provocó la intervención rusa a favor de estas últimas. Así, tras la guerra, la UEFA impidió que ambas selecciones coincidieran en encuentros clasificatorios hasta que finalmente se selló el entendimiento.

## Trayectoria general de las selecciones
En este apartado figuran la posición de las selecciones de fútbol en todas las fases de clasificación desde 1960. En cada cuadrado relacionado con las fases de clasificación aparece el puesto en el que quedó la selección y si obtuvo la clasificación para la Eurocopa de ese año.
| Leyenda                           |
| --------------------------------- |
| Clasificado para la fase final    |
| No clasificado para la fase final |
| Incluido en otro país             |
| — (No participa)                  |
| Retirado                          |
| Sancionado                        |

| Trayectoria por selecciones 1960-1992                   | Trayectoria por selecciones 1960-1992 | Trayectoria por selecciones 1960-1992 | Trayectoria por selecciones 1960-1992 | Trayectoria por selecciones 1960-1992 | Trayectoria por selecciones 1960-1992 | Trayectoria por selecciones 1960-1992 | Trayectoria por selecciones 1960-1992 | Trayectoria por selecciones 1960-1992 | Trayectoria por selecciones 1960-1992 | Trayectoria por selecciones 1960-1992 | Trayectoria por selecciones 1960-1992 | Trayectoria por selecciones 1960-1992 | Trayectoria por selecciones 1960-1992 | Trayectoria por selecciones 1960-1992 | Trayectoria por selecciones 1960-1992 | Trayectoria por selecciones 1960-1992 |
| Selecciones                                             | 1960                                  | 1964                                  | 1968                                  | 1972                                  | 1976                                  | 1980                                  | 1984                                  | 1988                                  | 1992                                  |                                       |                                       |                                       |                                       |                                       |                                       |                                       |
| ------------------------------------------------------- | ------------------------------------- | ------------------------------------- | ------------------------------------- | ------------------------------------- | ------------------------------------- | ------------------------------------- | ------------------------------------- | ------------------------------------- | ------------------------------------- | ------------------------------------- | ------------------------------------- | ------------------------------------- | ------------------------------------- | ------------------------------------- | ------------------------------------- | ------------------------------------- |
| Albania                                                 | —                                     | Octavos                               | 3/3                                   | 4/4                                   | —                                     | —                                     | 5/5                                   | 4/4                                   | 5/5                                   |                                       |                                       |                                       |                                       |                                       |                                       |                                       |
| Alemania Federal (1960-1990) Alemania (desde 1990)      | —                                     | —                                     | 2/3                                   | Cuartos                               | Cuartos                               | 1/4                                   | 1/5                                   | Sede                                  | Alemania                              | Alemania                              | Alemania                              | Alemania                              | Alemania                              | Alemania                              | Alemania                              | Alemania                              |
| Alemania Federal (1960-1990) Alemania (desde 1990)      | como Alemania Federal                 | como Alemania Federal                 | como Alemania Federal                 | como Alemania Federal                 | como Alemania Federal                 | como Alemania Federal                 | como Alemania Federal                 | como Alemania Federal                 | 1/4                                   |                                       |                                       |                                       |                                       |                                       |                                       |                                       |
| Alemania Democrática (1960–1992)                        | Octavos                               | Octavos                               | 2/4                                   | 3/4                                   | 2/4                                   | 3/5                                   | 3/4                                   | 2/5                                   | Retirado                              |                                       |                                       |                                       |                                       |                                       |                                       |                                       |
| Andorra                                                 | Sin afiliación a UEFA                 | Sin afiliación a UEFA                 | Sin afiliación a UEFA                 | Sin afiliación a UEFA                 | Sin afiliación a UEFA                 | Sin afiliación a UEFA                 | Sin afiliación a UEFA                 | Sin afiliación a UEFA                 | Sin afiliación a UEFA                 |                                       |                                       |                                       |                                       |                                       |                                       |                                       |
| Armenia                                                 | Unión Soviética                       | Unión Soviética                       | Unión Soviética                       | Unión Soviética                       | Unión Soviética                       | Unión Soviética                       | Unión Soviética                       | Unión Soviética                       | Unión Soviética                       |                                       |                                       |                                       |                                       |                                       |                                       |                                       |
| Austria                                                 | Cuartos                               | Octavos                               | 3/4                                   | 2/4                                   | 3/4                                   | 2/5                                   | 3/5                                   | 3/4                                   | 4/5                                   |                                       |                                       |                                       |                                       |                                       |                                       |                                       |
| Azerbaiyán                                              | Unión Soviética                       | Unión Soviética                       | Unión Soviética                       | Unión Soviética                       | Unión Soviética                       | Unión Soviética                       | Unión Soviética                       | Unión Soviética                       | Unión Soviética                       |                                       |                                       |                                       |                                       |                                       |                                       |                                       |
| Bélgica                                                 | —                                     | R.P.                                  | 2/4                                   | Cuartos                               | Cuartos                               | 1/5                                   | 1/4                                   | 3/5                                   | 3/4                                   |                                       |                                       |                                       |                                       |                                       |                                       |                                       |
| Bielorrusia                                             | Unión Soviética                       | Unión Soviética                       | Unión Soviética                       | Unión Soviética                       | Unión Soviética                       | Unión Soviética                       | Unión Soviética                       | Unión Soviética                       | Unión Soviética                       |                                       |                                       |                                       |                                       |                                       |                                       |                                       |
| Bosnia y Herzegovina                                    | Yugoslavia                            | Yugoslavia                            | Yugoslavia                            | Yugoslavia                            | Yugoslavia                            | Yugoslavia                            | Yugoslavia                            | Yugoslavia                            | Yugoslavia                            |                                       |                                       |                                       |                                       |                                       |                                       |                                       |
| Bulgaria                                                | Octavos                               | Octavos                               | Cuartos                               | 2/4                                   | 3/4                                   | 4/5                                   | 3/4                                   | 2/5                                   | 4/5                                   |                                       |                                       |                                       |                                       |                                       |                                       |                                       |
| Checoslovaquia (1960-1992) República Checa (desde 1992) | Cuartos                               | RP                                    | 2/4                                   | 2/4                                   | Cuartos                               | 1/4                                   | 3/5                                   | 2/4                                   | 2/5                                   |                                       |                                       |                                       |                                       |                                       |                                       |                                       |
| Checoslovaquia (1960-1992) República Checa (desde 1992) | como Checoslovaquia                   |                                       |                                       |                                       |                                       |                                       |                                       |                                       |                                       |                                       |                                       |                                       |                                       |                                       |                                       |                                       |
| Chipre                                                  | [ 15 ]                                | —                                     | 4/4                                   | 4/4                                   | 4/4                                   | 4/4                                   | 5/5                                   | 5/5                                   | 5/5                                   |                                       |                                       |                                       |                                       |                                       |                                       |                                       |
| Croacia                                                 | Yugoslavia                            | Yugoslavia                            | Yugoslavia                            | Yugoslavia                            | Yugoslavia                            | Yugoslavia                            | Yugoslavia                            | Yugoslavia                            | Yugoslavia                            |                                       |                                       |                                       |                                       |                                       |                                       |                                       |
| Dinamarca                                               | Octavos                               | Cuartos                               | 4/4                                   | 4/4                                   | 4/4                                   | 5/5                                   | 1/5                                   | 1/4                                   | 2/4                                   |                                       |                                       |                                       |                                       |                                       |                                       |                                       |
| Escocia                                                 | —                                     | —                                     | 2/4                                   | 3/4                                   | 3/4                                   | 4/5                                   | 4/4                                   | 4/5                                   | 1/5                                   |                                       |                                       |                                       |                                       |                                       |                                       |                                       |
| Eslovaquia                                              | Checoslovaquia                        | Checoslovaquia                        | Checoslovaquia                        | Checoslovaquia                        | Checoslovaquia                        | Checoslovaquia                        | Checoslovaquia                        | Checoslovaquia                        | Checoslovaquia                        |                                       |                                       |                                       |                                       |                                       |                                       |                                       |
| Eslovenia                                               | Yugoslavia                            | Yugoslavia                            | Yugoslavia                            | Yugoslavia                            | Yugoslavia                            | Yugoslavia                            | Yugoslavia                            | Yugoslavia                            | Yugoslavia                            |                                       |                                       |                                       |                                       |                                       |                                       |                                       |
| España                                                  | Octavos                               | Cuartos                               | Cuartos                               | 2/4                                   | Cuartos                               | 1/4                                   | 1/5                                   | 1/4                                   | 3/5                                   |                                       |                                       |                                       |                                       |                                       |                                       |                                       |
| Estonia                                                 | Unión Soviética                       | Unión Soviética                       | Unión Soviética                       | Unión Soviética                       | Unión Soviética                       | Unión Soviética                       | Unión Soviética                       | Unión Soviética                       | Unión Soviética                       |                                       |                                       |                                       |                                       |                                       |                                       |                                       |
| Finlandia                                               | —                                     | —                                     | 4/4                                   | 4/4                                   | 4/4                                   | 3/4                                   | 4/4                                   | 4/4                                   | 4/5                                   |                                       |                                       |                                       |                                       |                                       |                                       |                                       |
| Francia                                                 | Cuartos                               | Cuartos                               | Cuartos                               | 3/4                                   | 3/4                                   | 2/4                                   | Sede                                  | 3/5                                   | 1/5                                   |                                       |                                       |                                       |                                       |                                       |                                       |                                       |
| Gales                                                   | —                                     | R.P.                                  | 3/4                                   | 3/4                                   | Cuartos                               | 3/4                                   | 2/4                                   | 3/4                                   | 2/4                                   |                                       |                                       |                                       |                                       |                                       |                                       |                                       |
| Georgia                                                 | Unión Soviética                       | Unión Soviética                       | Unión Soviética                       | Unión Soviética                       | Unión Soviética                       | Unión Soviética                       | Unión Soviética                       | Unión Soviética                       | Unión Soviética                       |                                       |                                       |                                       |                                       |                                       |                                       |                                       |
| Gibraltar                                               | Sin afiliación a UEFA                 | Sin afiliación a UEFA                 | Sin afiliación a UEFA                 | Sin afiliación a UEFA                 | Sin afiliación a UEFA                 | Sin afiliación a UEFA                 | Sin afiliación a UEFA                 | Sin afiliación a UEFA                 | Sin afiliación a UEFA                 |                                       |                                       |                                       |                                       |                                       |                                       |                                       |
| Grecia                                                  | Octavos                               | Retirado                              | 2/4                                   | 3/4                                   | 2/4                                   | 1/4                                   | 3/5                                   | 2/5                                   | 3/5                                   |                                       |                                       |                                       |                                       |                                       |                                       |                                       |
| Hungría                                                 | Octavos                               | Cuartos                               | Cuartos                               | Cuartos                               | 2/4                                   | 2/4                                   | 4/5                                   | 3/5                                   | 4/5                                   |                                       |                                       |                                       |                                       |                                       |                                       |                                       |
| Inglaterra                                              | —                                     | R.P.                                  | Cuartos                               | Cuartos                               | 2/4                                   | 1/5                                   | 2/5                                   | 1/4                                   | 1/4                                   |                                       |                                       |                                       |                                       |                                       |                                       |                                       |
| Irlanda                                                 | R.P.                                  | Cuartos                               | 3/4                                   | 4/4                                   | 2/4                                   | 3/5                                   | 3/5                                   | 1/5                                   | 2/4                                   |                                       |                                       |                                       |                                       |                                       |                                       |                                       |
| Irlanda del Norte                                       | —                                     | Octavos                               | 4/4                                   | 3/4                                   | 2/4                                   | 2/5                                   | 2/5                                   | 3/4                                   | 3/5                                   |                                       |                                       |                                       |                                       |                                       |                                       |                                       |
| Islandia                                                | —                                     | R.P.                                  | —                                     | —                                     | 4/4                                   | 5/5                                   | 4/5                                   | 4/5                                   | 4/5                                   |                                       |                                       |                                       |                                       |                                       |                                       |                                       |
| Islas Feroe                                             | Sin afiliación a UEFA                 | Sin afiliación a UEFA                 | Sin afiliación a UEFA                 | Sin afiliación a UEFA                 | Sin afiliación a UEFA                 | Sin afiliación a UEFA                 | Sin afiliación a UEFA                 | Sin afiliación a UEFA                 | 5/5                                   |                                       |                                       |                                       |                                       |                                       |                                       |                                       |
| Israel                                                  | Sin afiliación a UEFA                 | Sin afiliación a UEFA                 | Sin afiliación a UEFA                 | Sin afiliación a UEFA                 | Sin afiliación a UEFA                 | Sin afiliación a UEFA                 | Sin afiliación a UEFA                 | Sin afiliación a UEFA                 | —                                     |                                       |                                       |                                       |                                       |                                       |                                       |                                       |
| Italia                                                  | —                                     | Octavos                               | Cuartos                               | Cuartos                               | 3/4                                   | Sede                                  | 4/5                                   | 1/5                                   | 2/5                                   |                                       |                                       |                                       |                                       |                                       |                                       |                                       |
| Kazajistán                                              | Unión Soviética                       | Unión Soviética                       | Unión Soviética                       | Unión Soviética                       | Unión Soviética                       | Unión Soviética                       | Unión Soviética                       | Unión Soviética                       | Unión Soviética                       |                                       |                                       |                                       |                                       |                                       |                                       |                                       |
| Kosovo                                                  | Yugoslavia                            | Yugoslavia                            | Yugoslavia                            | Yugoslavia                            | Yugoslavia                            | Yugoslavia                            | Yugoslavia                            | Yugoslavia                            | Yugoslavia                            |                                       |                                       |                                       |                                       |                                       |                                       |                                       |
| Letonia                                                 | Unión Soviética                       | Unión Soviética                       | Unión Soviética                       | Unión Soviética                       | Unión Soviética                       | Unión Soviética                       | Unión Soviética                       | Unión Soviética                       | Unión Soviética                       |                                       |                                       |                                       |                                       |                                       |                                       |                                       |
| Liechtenstein                                           | Sin afiliación a UEFA                 | Sin afiliación a UEFA                 | Sin afiliación a UEFA                 | Sin afiliación a UEFA                 | —                                     | —                                     | —                                     | —                                     | —                                     |                                       |                                       |                                       |                                       |                                       |                                       |                                       |
| Lituania                                                | Unión Soviética                       | Unión Soviética                       | Unión Soviética                       | Unión Soviética                       | Unión Soviética                       | Unión Soviética                       | Unión Soviética                       | Unión Soviética                       | Unión Soviética                       |                                       |                                       |                                       |                                       |                                       |                                       |                                       |
| Luxemburgo                                              | —                                     | Cuartos                               | 4/4                                   | 4/4                                   | 4/4                                   | 4/4                                   | 5/5                                   | 5/5                                   | 4/4                                   |                                       |                                       |                                       |                                       |                                       |                                       |                                       |
| Macedonia del Norte                                     | Yugoslavia                            | Yugoslavia                            | Yugoslavia                            | Yugoslavia                            | Yugoslavia                            | Yugoslavia                            | Yugoslavia                            | Yugoslavia                            | Yugoslavia                            |                                       |                                       |                                       |                                       |                                       |                                       |                                       |
| Malta                                                   | [ 15 ]                                | R.P.                                  | —                                     | 4/4                                   | 4/4                                   | 4/4                                   | 5/5                                   | 5/5                                   | 5/5                                   |                                       |                                       |                                       |                                       |                                       |                                       |                                       |
| Moldavia                                                | Unión Soviética                       | Unión Soviética                       | Unión Soviética                       | Unión Soviética                       | Unión Soviética                       | Unión Soviética                       | Unión Soviética                       | Unión Soviética                       | Unión Soviética                       |                                       |                                       |                                       |                                       |                                       |                                       |                                       |
| Montenegro                                              | Yugoslavia                            | Yugoslavia                            | Yugoslavia                            | Yugoslavia                            | Yugoslavia                            | Yugoslavia                            | Yugoslavia                            | Yugoslavia                            | Yugoslavia                            |                                       |                                       |                                       |                                       |                                       |                                       |                                       |
| Noruega                                                 | R.P.                                  | R.P.                                  | 4/4                                   | 4/4                                   | 4/4                                   | 5/5                                   | 4/4                                   | 5/5                                   | 3/5                                   |                                       |                                       |                                       |                                       |                                       |                                       |                                       |
| Países Bajos                                            | —                                     | Octavos                               | 3/4                                   | 2/4                                   | Cuartos                               | 1/5                                   | 2/5                                   | 1/5                                   | 1/5                                   |                                       |                                       |                                       |                                       |                                       |                                       |                                       |
| Polonia                                                 | R.P.                                  | R.P.                                  | 3/4                                   | 2/4                                   | 2/4                                   | 2/5                                   | 3/4                                   | 4/5                                   | 3/4                                   |                                       |                                       |                                       |                                       |                                       |                                       |                                       |
| Portugal                                                | Octavos                               | R.P.                                  | 2/4                                   | 2/4                                   | 3/4                                   | 3/5                                   | 1/4                                   | 3/5                                   | 2/5                                   |                                       |                                       |                                       |                                       |                                       |                                       |                                       |
| Rumania                                                 | Cuartos                               | R.P.                                  | 2/4                                   | Cuartos                               | 2/4                                   | 3/4                                   | 1/5                                   | 2/4                                   | 3/5                                   |                                       |                                       |                                       |                                       |                                       |                                       |                                       |
| Unión Soviética (1960-1991) Rusia (desde 1991)          | Cuartos                               | Cuartos                               | Cuartos                               | Cuartos                               | Cuartos                               | 4/4                                   | 2/4                                   | 1/5                                   | 1/5                                   |                                       |                                       |                                       |                                       |                                       |                                       |                                       |
| Unión Soviética (1960-1991) Rusia (desde 1991)          | como Unión Soviética                  |                                       |                                       |                                       |                                       |                                       |                                       |                                       |                                       |                                       |                                       |                                       |                                       |                                       |                                       |                                       |
| Yugoslavia (1960-1992) RF Yugoslavia (1992-2003)        | Cuartos                               | Octavos                               | Cuartos                               | Cuartos                               | Cuartos                               | 2/4                                   | 1/4                                   | 2/4                                   | 1/5                                   |                                       |                                       |                                       |                                       |                                       |                                       |                                       |
| Yugoslavia (1960-1992) RF Yugoslavia (1992-2003)        | como Yugoslavia                       |                                       |                                       |                                       |                                       |                                       |                                       |                                       |                                       |                                       |                                       |                                       |                                       |                                       |                                       |                                       |
| San Marino                                              | Sin afiliación a UEFA                 | Sin afiliación a UEFA                 | Sin afiliación a UEFA                 | Sin afiliación a UEFA                 | Sin afiliación a UEFA                 | Sin afiliación a UEFA                 | Sin afiliación a UEFA                 | Sin afiliación a UEFA                 | 5/5                                   |                                       |                                       |                                       |                                       |                                       |                                       |                                       |
| Suecia                                                  | —                                     | Cuartos                               | 3/4                                   | 3/4                                   | 3/4                                   | 3/4                                   | 2/5                                   | 2/5                                   | Sede                                  |                                       |                                       |                                       |                                       |                                       |                                       |                                       |
| Suiza                                                   | —                                     | R.P.                                  | 3/4                                   | 2/4                                   | 4/4                                   | 4/5                                   | 2/4                                   | 4/5                                   | 2/5                                   |                                       |                                       |                                       |                                       |                                       |                                       |                                       |
| Turquía                                                 | R.P.                                  | R.P.                                  | 4/4                                   | 3/4                                   | 3/4                                   | 2/4                                   | 4/5                                   | 4/4                                   | 4/4                                   |                                       |                                       |                                       |                                       |                                       |                                       |                                       |
| Ucrania                                                 | Unión Soviética                       | Unión Soviética                       | Unión Soviética                       | Unión Soviética                       | Unión Soviética                       | Unión Soviética                       | Unión Soviética                       | Unión Soviética                       | Unión Soviética                       |                                       |                                       |                                       |                                       |                                       |                                       |                                       |

| Albania                                                                       | 5/6                   | 5/6                   | 4/5                          | 5/7                          | 5/6                          | 2/5                          | 4/6                          | 1/5                          |
| Alemania                                                                      | 1/6                   | 1/5                   | 1/5                          | 2/7                          | 1/6                          | 1/6                          | 1/5                          | Sede                         |
| Andorra                                                                       | —                     | 6/6                   | 5/5                          | 7/7                          | 6/6                          | 6/6                          | 5/6                          | 6/6                          |
| Armenia                                                                       | 6/6                   | 5/6                   | 4/5                          | 7/8                          | 3/6                          | 5/5                          | 5/6                          | 4/5                          |
| Austria                                                                       | 4/6                   | 3/5                   | 3/5                          | sede                         | 4/6                          | 1/6                          | 2/6                          | 2/6                          |
| Azerbaiyán                                                                    | 6/6                   | 5/6                   | 6/5                          | 8/8                          | 5/6                          | 5/6                          | 5/5                          | 4/5                          |
| Bélgica                                                                       | 3/6                   | sede                  | 3/5                          | 5/8                          | 3/6                          | 1/6                          | 1/6                          | 1/5                          |
| Bielorrusia                                                                   | 4/6                   | 5/5                   | 5/5                          | 5/5                          | 4/7                          | 4/6                          | P.O.                         | 4/5                          |
| Bosnia y Herzegovina                                                          | —                     | 3/6                   | 4/5                          | 4/7                          | P.O.                         | P.O.                         | P.O.                         | P.O.                         |
| Bulgaria                                                                      | 2/6                   | 4/5                   | 1/5                          | 3/7                          | 5/5                          | 4/6                          | P.O.                         | 1/5                          |
| República Checa                                                               | 1/6                   | 1/6                   | 1/5                          | 1/7                          | P.O.                         | 1/6                          | 2/5                          | 2/5                          |
| Chipre                                                                        | 5/6                   | 4/5                   | 4/5                          | 6/7                          | 5/5                          | 5/6                          | 4/6                          | 5/5                          |
| Croacia                                                                       | 1/6                   | 3/5                   | P.O.                         | 1/7                          | P.O.                         | 2/6                          | 1/5                          | 2/5                          |
| Dinamarca                                                                     | 2/6                   | P.O.                  | 1/5                          | 3/7                          | 1/5                          | P.O.                         | 2/5                          | 1/5                          |
| Escocia                                                                       | 2/6                   | P.O.                  | P.O.                         | 3/7                          | 3/5                          | 4/6                          | P.O.                         | 2/5                          |
| Eslovaquia                                                                    | 3/6                   | 3/6                   | 3/5                          | 3/7                          | 4/6                          | 2/6                          | P.O.                         | 2/6                          |
| Eslovenia                                                                     | 5/6                   | P.O.                  | P.O.                         | 6/7                          | 4/6                          | P.O.                         | 4/6                          | 2/6                          |
| España                                                                        | 1/6                   | 1/5                   | P.O.                         | 1/7                          | 1/5                          | 1/6                          | 1/6                          | 1/5                          |
| Estonia                                                                       | 6/6                   | 5/6                   | 4/5                          | 6/7                          | P.O.                         | 4/6                          | 5/5                          | P.O                          |
| Finlandia                                                                     | 4/6                   | 3/5                   | 4/6                          | 4/8                          | 4/6                          | 4/6                          | 2/6                          | P.O                          |
| Francia                                                                       | 2/6                   | 1/6                   | 1/5                          | 2/7                          | 1/6                          | Sede                         | 1/6                          | 1/5                          |
| Gales                                                                         | 6/6                   | 4/5                   | P.O.                         | 5/7                          | 4/5                          | 2/6                          | 2/5                          | P.O.                         |
| Georgia                                                                       | 3/6                   | 6/6                   | 5/5                          | 6/7                          | 5/6                          | 5/6                          | P.O.                         | P.O.                         |
| Gibraltar                                                                     | Sin afiliación a UEFA | Sin afiliación a UEFA | Sin afiliación a UEFA        | Sin afiliación a UEFA        | Sin afiliación a UEFA        | 6/6                          | 5/5                          | 5/5                          |
| Grecia                                                                        | 3/6                   | 3/6                   | 1/5                          | 1/7                          | 1/6                          | 6/6                          | 3/6                          | P.O.                         |
| Hungría                                                                       | 4/5                   | 4/6                   | 4/5                          | 6/7                          | 3/6                          | P.O                          | P.O                          | 1/5                          |
| Inglaterra                                                                    | Sede                  | P.O                   | 1/5                          | 3/7                          | 1/5                          | 1/6                          | 1/5                          | 1/5                          |
| Irlanda                                                                       | P.O.                  | P.O.                  | 3/5                          | 3/7                          | P.O                          | P.O                          | P.O.                         | 4/5                          |
| Irlanda del Norte                                                             | 3/6                   | 4/5                   | 5/5                          | 4/7                          | 5/6                          | 1/6                          | P.O.                         | 5/6                          |
| Islandia                                                                      | 5/5                   | 4/6                   | 3/5                          | 6/7                          | 4/5                          | 2/6                          | P.O.                         | P.O.                         |
| Islas Feroe                                                                   | 5/6                   | 6/6                   | 5/5                          | 7/7                          | 6/6                          | 5/6                          | 5/6                          | 5/5                          |
| Israel                                                                        | 5/6                   | P.O.                  | 3/5                          | 4/7                          | 3/6                          | 4/6                          | P.O.                         | P.O.                         |
| Italia                                                                        | 2/6                   | 1/5                   | 1/5                          | 1/7                          | 1/6                          | 1/6                          | 1/6                          | 2/5                          |
| Kazajistán                                                                    | Sin afiliación a UEFA | Sin afiliación a UEFA | Sin afiliación a UEFA        | 6/8                          | 6/6                          | 5/6                          | 5/6                          | P.O.                         |
| Kosovo                                                                        | Sin afiliación a UEFA | Sin afiliación a UEFA | Sin afiliación a UEFA        | Sin afiliación a UEFA        | Sin afiliación a UEFA        | Sin afiliación a UEFA        | P.O.                         | 5/6                          |
| Letonia                                                                       | 5/6                   | 4/6                   | P.O                          | 5/7                          | 4/6                          | 6/6                          | 6/6                          | 5/5                          |
| Liechtenstein                                                                 | 6/6                   | 6/6                   | 5/5                          | 7/7                          | 5/5                          | 5/6                          | 6/6                          | 6/6                          |
| Lituania                                                                      | 3/6                   | 4/6                   | 4/5                          | 5/7                          | 4/5                          | 5/6                          | 5/5                          | 4/5                          |
| Luxemburgo                                                                    | 5/6                   | 5/5                   | 5/5                          | 7/7                          | 6/6                          | 5/6                          | 4/5                          | P.O.                         |
| Macedonia del Norte (hasta 2020 ARY Macedonia)                                | 4/6                   | 4/5                   | 4/5                          | 5/7                          | 5/6                          | 6/6                          | P.O                          | 4/5                          |
| Malta                                                                         | 6/6                   | 5/5                   | 5/5                          | 7/7                          | 6/6                          | 6/6                          | 6/6                          | 5/5                          |
| Moldavia                                                                      | 4/6                   | 5/5                   | 4/5                          | 5/7                          | 5/6                          | 6/6                          | 6/6                          | 4/5                          |
| Montenegro                                                                    | [ 23 ]                | [ 23 ]                | [ 24 ]                       | —                            | P.O.                         | 4/6                          | 5/5                          | 3/5                          |
| Noruega                                                                       | 3/6                   | 1/6                   | P.O.                         | 3/7                          | 3/5                          | P.O.                         | P.O.                         | 3/5                          |
| Países Bajos                                                                  | P.O.                  | Sede                  | P.O.                         | 2/7                          | 1/6                          | 4/6                          | 2/5                          | 2/5                          |
| Polonia                                                                       | 4/6                   | 3/5                   | 3/5                          | 1/8                          | Sede                         | 2/6                          | 1/6                          | P.O.                         |
| Portugal                                                                      | 1/6                   | 2/6                   | Sede                         | 2/8                          | P.O.                         | 1/5                          | 2/5                          | 1/6                          |
| Rumania                                                                       | 1/6                   | 1/6                   | 3/5                          | 1/7                          | 3/6                          | 2/6                          | P.O.                         | 1/6                          |
| Rusia                                                                         | 1/6                   | 3/6                   | P.O.                         | 2/7                          | 1/6                          | 2/6                          | 2/6                          | Susp.                        |
| RF Yugoslavia (1992-2003) Serbia y Montenegro (2003-2006) Serbia (desde 2006) | Susp.                 | 1/5                   | Cambia a Serbia y Montenegro | Cambia a Serbia y Montenegro | Cambia a Serbia y Montenegro | Cambia a Serbia y Montenegro | Cambia a Serbia y Montenegro | Cambia a Serbia y Montenegro |
| RF Yugoslavia (1992-2003) Serbia y Montenegro (2003-2006) Serbia (desde 2006) | RF. Yugoslavia        | RF. Yugoslavia        | 3/5                          | Cambia a Serbia              | Cambia a Serbia              | Cambia a Serbia              | Cambia a Serbia              | Cambia a Serbia              |
| RF Yugoslavia (1992-2003) Serbia y Montenegro (2003-2006) Serbia (desde 2006) | [ 27 ]                | [ 27 ]                | [ 27 ]                       | 3/8                          | 3/6                          | 4/5                          | P.O.                         | 2/5                          |
| San Marino                                                                    | 6/6                   | 5/5                   | 5/5                          | 7/7                          | 6/6                          | 6/6                          | 6/6                          | 6/6                          |
| Suecia                                                                        | 3/5                   | 1/5                   | 1/5                          | 2/7                          | 2/6                          | P.O.                         | 2/6                          | 3/5                          |
| Suiza                                                                         | 1/5                   | 3/5                   | 1/5                          | Sede                         | 3/5                          | 2/6                          | 1/5                          | 2/6                          |
| Turquía                                                                       | 2/5                   | P.O.                  | P.O.                         | 2/7                          | P.O.                         | 3/6                          | 2/6                          | 1/5                          |
| Ucrania                                                                       | 4/6                   | P.O.                  | 3/5                          | 4/7                          | Sede                         | P.O.                         | 1/5                          | P.O.                         |

## Clasificación general de la fase clasificatoria
En este apartado figuran la clasificación general de las selecciones desde la primera edición con datos referentes a participaciones, clasificaciones, partidos, goles a favor y en contra, y finalmente, los puntos. Respecto a la clasificación general, las selecciones con más participaciones en las fases de clasificación son España, Rusia, República Checa, Rumania, Dinamarca, Irlanda, Hungría, Turquía, Bulgaria y Noruega, todas ellas con dieciséis. Por el lado contrario se encuentran Montenegro con tres participaciones desde que debutó en 2012, Gibraltar con dos y por último Kosovo con solo una participación en la clasificación para el Euro 2020. Si tenemos en cuenta las selecciones que han alcanzado las fases finales a través de la clasificación destacan Alemania (13), Rusia (12) y España (11) mientras que diecinueve de las cincuenta y cinco selecciones no se han clasificado nunca para una fase final. En cuanto a los puntos totales, la selección de España es la que ocupa la primera posición con 285 puntos, seguida de Rusia con 272 y la República Checa con 264. Las últimas posiciones están ocupadas por Andorra con 4 puntos, San Marino con 1 y, en último lugar, Gibraltar, selección que aún no ha puntuado. 
| Leyenda                                         |
| ----------------------------------------------- |
| Campeones de la Eurocopa                        |
| Clasificados en alguna ocasión para la Eurocopa |
| Ninguna participación en Eurocopa               |
| Equipo difunto                                  |

Incluye los partidos de la Clasificación para la Eurocopa 2020 disputados en octubre de 2019.
| N.º | Selección           | Eliminatorias | Eliminatorias | Participación en Euro (Títulos) | Récord general | Récord general | Récord general | Récord general | Récord general | Récord general | Récord general | Puntos | Puntos   |
| N.º | Selección           | Total         | Superadas     | Participación en Euro (Títulos) | PJ             | PG             | PE             | PP             | GF             | GC             | DG             | Total  | Promedio |
| --- | ------------------- | ------------- | ------------- | ------------------------------- | -------------- | -------------- | -------------- | -------------- | -------------- | -------------- | -------------- | ------ | -------- |
| 1   | España              | 16            | 11            | 11 (3)                          | 125            | 89             | 18             | 18             | 314            | 91             | +223           | 285    | 2.268    |
| 2   | Rusia               | 16            | 12            | 12 (1)                          | 128            | 80             | 29             | 19             | 262            | 90             | +172           | 272    | 2.102    |
| 3   | República Checa     | 16            | 10            | 10 (1)                          | 122            | 80             | 21             | 21             | 249            | 100            | +149           | 264    | 2.139    |
| 4   | Italia              | 14            | 9             | 10 (1)                          | 118            | 74             | 30             | 14             | 224            | 76             | +148           | 252    | 2.121    |
| 5   | Alemania            | 13            | 11            | 13 (3)                          | 106            | 76             | 20             | 10             | 267            | 68             | +199           | 248    | 2.327    |
| 6   | Países Bajos        | 14            | 9             | 10 (1)                          | 118            | 77             | 16             | 24             | 274            | 92             | +182           | 247    | 2.113    |
| 7   | Inglaterra          | 14            | 9             | 10                              | 108            | 73             | 24             | 11             | 258            | 64             | +194           | 243    | 2.236    |
| 8   | Francia             | 14            | 8             | 10 (2)                          | 112            | 67             | 27             | 18             | 231            | 91             | +140           | 228    | 2.018    |
| 9   | Rumania             | 16            | 5             | 5                               | 126            | 63             | 37             | 26             | 226            | 118            | +108           | 226    | 1.837    |
| 10  | Portugal            | 15            | 7             | 8 (1)                           | 115            | 66             | 26             | 23             | 216            | 107            | +109           | 224    | 1.929    |
| 11  | Suecia              | 14            | 6             | 7                               | 114            | 61             | 26             | 27             | 197            | 111            | +86            | 209    | 1.812    |
| 12  | Serbia              | 15            | 6             | 5                               | 110            | 58             | 26             | 26             | 198            | 122            | +76            | 205    | 1.818    |
| 13  | Bélgica             | 14            | 5             | 6                               | 114            | 59             | 26             | 29             | 210            | 115            | +95            | 203    | 1.759    |
| 14  | Dinamarca           | 16            | 8             | 9 (1)                           | 123            | 57             | 30             | 36             | 208            | 145            | +63            | 201    | 1.628    |
| 15  | Irlanda             | 16            | 3             | 3                               | 130            | 53             | 41             | 36             | 190            | 141            | +49            | 200    | 1.547    |
| 16  | Hungría             | 16            | 4             | 4                               | 131            | 58             | 26             | 47             | 210            | 174            | +36            | 200    | 1.516    |
| 17  | Escocia             | 14            | 3             | 3                               | 122            | 57             | 28             | 37             | 183            | 139            | +44            | 199    | 1.619    |
| 18  | Grecia              | 15            | 4             | 4 (1)                           | 120            | 56             | 24             | 39             | 170            | 136            | +34            | 192    | 1.590    |
| 19  | Polonia             | 15            | 3             | 4                               | 110            | 52             | 28             | 30             | 182            | 115            | +67            | 184    | 1.648    |
| 20  | Turquía             | 16            | 5             | 5                               | 120            | 51             | 29             | 40             | 152            | 152            | +0             | 182    | 1.508    |
| 21  | Bulgaria            | 16            | 2             | 2                               | 122            | 50             | 29             | 43             | 164            | 140            | +24            | 179    | 1.467    |
| 22  | Austria             | 15            | 2             | 3                               | 110            | 51             | 17             | 41             | 202            | 155            | +47            | 170    | 1.561    |
| 23  | Noruega             | 16            | 1             | 1                               | 125            | 47             | 25             | 53             | 167            | 171            | −4             | 166    | 1.311    |
| 24  | Irlanda del Norte   | 15            | 1             | 1                               | 120            | 44             | 27             | 49             | 131            | 154            | −23            | 159    | 1.353    |
| 25  | Gales               | 15            | 2             | 2                               | 112            | 45             | 23             | 44             | 135            | 139            | −4             | 158    | 1.382    |
| 26  | Suiza               | 14            | 4             | 5                               | 100            | 44             | 24             | 32             | 172            | 122            | +50            | 156    | 1.531    |
| 27  | Croacia             | 7             | 6             | 6                               | 70             | 45             | 16             | 9              | 135            | 46             | +89            | 150    | 2.145    |
| 28  | Finlandia           | 14            | 1             | 1                               | 114            | 33             | 24             | 57             | 125            | 172            | −47            | 123    | 1.071    |
| 29  | Eslovaquia          | 7             | 2             | 2                               | 70             | 33             | 12             | 25             | 109            | 89             | +20            | 111    | 1.576    |
| 30  | Islandia            | 13            | 1             | 1                               | 108            | 31             | 18             | 59             | 98             | 160            | −62            | 111    | 1.000    |
| 31  | Ucrania             | 6             | 2             | 3                               | 62             | 29             | 17             | 16             | 90             | 57             | +33            | 104    | 1.689    |
| 32  | Eslovenia           | 7             | 1             | 1                               | 76             | 29             | 16             | 31             | 99             | 91             | +8             | 103    | 1.351    |
| 33  | Israel              | 7             | 0             | 0                               | 71             | 28             | 14             | 29             | 112            | 96             | +16            | 98     | 1.426    |
| 34  | Bosnia-Herzegovina  | 6             | 0             | 0                               | 65             | 26             | 12             | 27             | 95             | 94             | +1             | 90     | 1.387    |
| 35  | Albania             | 13            | 1             | 1                               | 101            | 20             | 23             | 58             | 88             | 173            | −85            | 83     | 0.828    |
| 36  | Letonia             | 7             | 1             | 1                               | 72             | 21             | 13             | 38             | 70             | 116            | −46            | 76     | 1.043    |
| 37  | Chipre              | 14            | 0             | 0                               | 115            | 19             | 15             | 80             | 98             | 288            | −190           | 72     | 0.643    |
| 38  | Lituania            | 7             | 0             | 0                               | 66             | 20             | 9              | 37             | 55             | 108            | −53            | 69     | 1.062    |
| 39  | Macedonia del Norte | 7             | 1             | 1                               | 70             | 17             | 16             | 37             | 74             | 104            | −30            | 67     | 0.879    |
| 40  | Georgia             | 7             | 0             | 0                               | 70             | 19             | 10             | 41             | 71             | 101            | −30            | 67     | 0.955    |
| 41  | Armenia             | 7             | 0             | 0                               | 68             | 15             | 13             | 40             | 65             | 110            | −45            | 58     | 0.879    |
| 42  | Bielorrusia         | 7             | 0             | 0                               | 67             | 15             | 13             | 39             | 53             | 104            | −51            | 58     | 0.892    |
| 43  | Estonia             | 7             | 0             | 0                               | 70             | 15             | 9              | 46             | 49             | 129            | −80            | 54     | 0.783    |
| 44  | Moldavia            | 7             | 0             | 0                               | 68             | 12             | 9              | 47             | 55             | 140            | −85            | 45     | 0.682    |
| 45  | Luxemburgo          | 15            | 0             | 0                               | 117            | 8              | 11             | 98             | 51             | 319            | −268           | 35     | 0.304    |
| 46  | Kazajistán          | 4             | 0             | 0                               | 44             | 7              | 8              | 29             | 37             | 80             | −43            | 29     | 0.619    |
| 47  | Azerbaiyán          | 7             | 0             | 0                               | 68             | 6              | 10             | 52             | 41             | 165            | −124           | 28     | 0.424    |
| 48  | Islas Feroe         | 8             | 0             | 0                               | 78             | 7              | 6              | 65             | 44             | 212            | −168           | 27     | 0.355    |
| 49  | Montenegro          | 3             | 0             | 0                               | 28             | 6              | 8              | 14             | 20             | 45             | −25            | 26     | 0.963    |
| 50  | Malta               | 14            | 0             | 0                               | 112            | 4              | 14             | 94             | 52             | 315            | −263           | 26     | 0.236    |
| 51  | Liechtenstein       | 7             | 0             | 0                               | 68             | 5              | 9              | 54             | 21             | 207            | −186           | 24     | 0.364    |
| 52  | Kosovo              | 1             | 0             | 0                               | 9              | 3              | 2              | 4              | 14             | 18             | -4             | 11     | 1.833    |
| 53  | Andorra             | 6             | 0             | 0                               | 60             | 1              | 1              | 58             | 14             | 169            | −155           | 4      | 0.052    |
| 54  | San Marino          | 8             | 0             | 0                               | 76             | 0              | 1              | 75             | 8              | 340            | −332           | 1      | 0.014    |
| 55  | Gibraltar           | 2             | 0             | 0                               | 18             | 0              | 0              | 18             | 5              | 87             | −82            | 0      | 0.000    |
| 56  | Alemania Federal    | 5             | 4             | 4 (2)                           | 34             | 20             | 11             | 3              | 71             | 16             | +55            | 7      |          |
| 57  | Alemania Oriental   | 8             | 0             | 0                               | 46             | 20             | 12             | 14             | 76             | 57             | +19            | 72     |          |
| 58  | Checoslovaquia      | 9             | 3             | 3 (1)                           | 56             | 31             | 13             | 12             | 107            | 48             | +59            | 106    |          |
| 59  | R. F. de Yugoslavia | 2             | 1             | 1                               | 9              | 6              | 3              | 1              | 21             | 9              | +12            | 21     |          |
| 60  | Serbia-Montenegro   | 1             | 0             | 0                               | 6              | 2              | 2              | 2              | 8              | 10             | -2             | 8      |          |
| 61  | Unión Soviética     | 9             | 6             | 6 (1)                           | 58             | 34             | 16             | 8              | 103            | 41             | +62            | 118    |          |
| 62  | Yugoslavia          | 9             | 4             | 3                               | 56             | 35             | 10             | 11             | 114            | 54             | +60            | 115    |          |

| País                | Part. | Eurocopas                                                                           |
| ------------------- | ----- | ----------------------------------------------------------------------------------- |
| Alemania            | 14    | 1972, 1976, 1980, 1984, 1988, 1992, 1996, 2000, 2004, 2008, 2012, 2016, 2020, 2024. |
| Rusia               | 12    | 1960, 1964, 1968, 1972, 1988, 1992, 1996, 2004, 2008, 2012, 2016, 2020.             |
| España              | 12    | 1964, 1980, 1984, 1988, 1996, 2000, 2004, 2008, 2012, 2016, 2020, 2024.             |
| República Checa     | 11    | 1960, 1976, 1980, 1996, 2000, 2004, 2008, 2012, 2016, 2020, 2024.                   |
| Francia             | 11    | 1960, 1984, 1992, 1996, 2000, 2004, 2008, 2012, 2016, 2020, 2024.                   |
| Inglaterra          | 11    | 1968, 1980, 1988, 1992, 1996, 2000, 2004, 2012, 2016, 2020, 2024.                   |
| Italia              | 11    | 1968, 1980, 1988, 1996, 2000, 2004, 2008, 2012, 2016, 2020, 2024.                   |
| Dinamarca           | 10    | 1964, 1984, 1988, 1992, 1996, 2000, 2004, 2012, 2020, 2024.                         |
| Países Bajos        | 10    | 1976, 1988, 1992, 1996, 2000, 2004, 2008, 2012, 2020, 2024.                         |
| Portugal            | 9     | 1984, 1996, 2000, 2004, 2008, 2012, 2016, 2020, 2024.                               |
| Bélgica             | 7     | 1972, 1980, 1984, 2000, 2016, 2020, 2024.                                           |
| Suecia              | 7     | 1992, 2000, 2004, 2008, 2012, 2016, 2020.                                           |
| Croacia             | 7     | 1996, 2004, 2008, 2012, 2016, 2020, 2024.                                           |
| Serbia              | 6     | 1960, 1968, 1976, 1984, 2000, 2024.                                                 |
| Rumania             | 6     | 1984, 1996, 2000, 2008, 2016, 2024.                                                 |
| Turquía             | 6     | 1996, 2000, 2008, 2016, 2020, 2024.                                                 |
| Suiza               | 6     | 1996, 2004, 2008, 2016, 2020, 2024.                                                 |
| Hungría             | 5     | 1964, 1972, 2016, 2020, 2024.                                                       |
| Grecia              | 4     | 1980, 2004, 2008, 2012.                                                             |
| Escocia             | 4     | 1992, 1996, 2020, 2024.                                                             |
| Polonia             | 4     | 2008, 2012, 2016, 2020.                                                             |
| Austria             | 4     | 2008, 2016, 2020, 2024.                                                             |
| Irlanda             | 3     | 1988, 2012, 2016.                                                                   |
| Ucrania             | 3     | 2012, 2016, 2020.                                                                   |
| Eslovaquia          | 3     | 2016, 2020, 2024.                                                                   |
| Bulgaria            | 2     | 1996, 2004.                                                                         |
| Eslovenia           | 2     | 2000, 2024.                                                                         |
| Gales               | 2     | 2016, 2020.                                                                         |
| Albania             | 2     | 2016, 2024.                                                                         |
| Noruega             | 1     | 2000.                                                                               |
| Letonia             | 1     | 2004.                                                                               |
| Irlanda del Norte   | 1     | 2016.                                                                               |
| Islandia            | 1     | 2016.                                                                               |
| Finlandia           | 1     | 2020.                                                                               |
| Macedonia del Norte | 1     | 2020.                                                                               |
| Georgia             | 1     | 2024.                                                                               |